# Bellefosse
Bellefosse település Franciaországban, Bas-Rhin megyében. Lakosainak száma 170 fő (2022. január 1.). Bellefosse Belmont, Blancherupt, Breitenbach, Colroy-la-Roche, Le Hohwald, Ranrupt, Steige és Waldersbach községekkel határos.

## Népesség
A település népességének változása:
| Lakosok száma | 139  | 147  | 149  | 150  | 157  | 163  | 170  | 170  | 170  |
|               | 2013 | 2015 | 2016 | 2017 | 2018 | 2019 | 2020 | 2021 | 2022 |